# Corona (Queens)

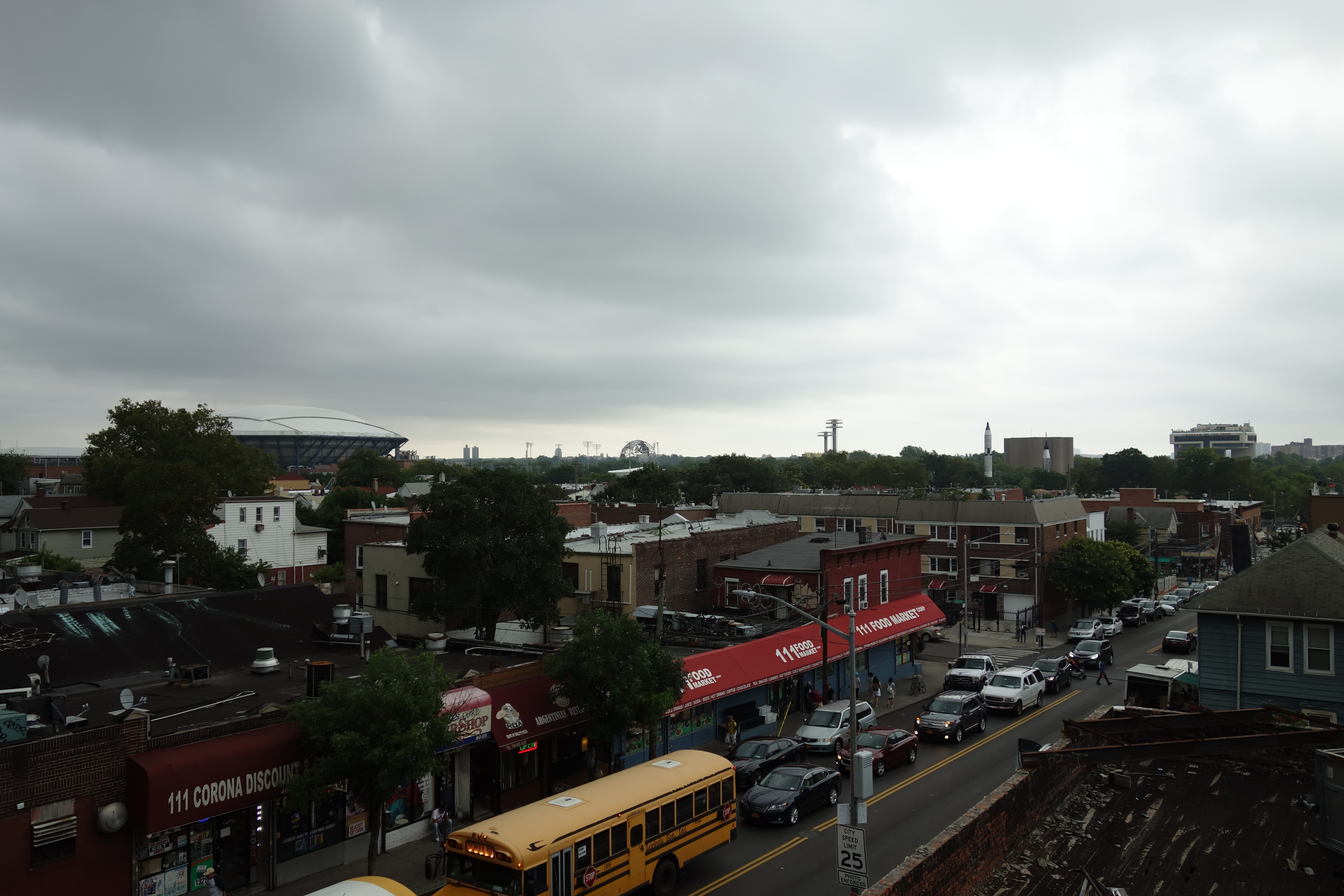
Blick nach Süden in Richtung Corona und Flushing Meadows-Corona Park vom in Richtung Queens gelegenen Bahnsteig der IRT-Station 111th Street Flushing Line, oberhalb der Roosevelt Avenue und 111th Street in Corona, Queens.

Corona ist ein Stadtteil im Zentrum von Queens, New York City, der durch seine große lateinamerikanische Community und die New York Mets bekannt ist. Laut US Census lebten 109.695 Menschen im Jahr 2010 in Corona.

## Etymologie
Der Name „Corona“ wurde 1870 von dem Immobilienentwickler Thomas Waite Howard eingeführt, der das Viertel als die „Krone von Queens County“ verstand und deshalb die Umbenennung von „West Flushing“ beantragte. Eine alternative Theorie verweist auf die Crown Building Company, deren Emblem eine Krone war und die an der Entwicklung des Gebiets beteiligt gewesen sein soll. Sprachlich leitet sich „Corona“ im Sinne einer antiken Krone auch aus dem Spanischen und Italienischen ab.

## Geografie
Corona liegt zentral im Stadtbezirk Queens und grenzt an Flushing und Flushing Meadows–Corona Park im Osten, Jackson Heights im Westen, Forest Hills und Rego Park im Süden, Elmhurst im Südwesten sowie East Elmhurst im Norden. Die wichtigsten Verkehrsadern sind Roosevelt Avenue, Junction Boulevard und 108th Street. Das Viertel ist in die Bereiche Corona und North Corona unterteilt, wobei Corona südlich der Roosevelt Avenue liegt.

## Geschichte
Corona entwickelte sich ab den 1870er Jahren zu einem Einwandererviertel, nachdem es zuvor als „West Flushing“ bekannt war. In der ersten Hälfte des 20. Jahrhunderts lebten hier vor allem italienische, deutsche und afroamerikanische Familien, später kamen griechische Einwanderer hinzu. Ab den 1960er Jahren prägten insbesondere Migranten aus Puerto Rico, Mexiko, der Dominikanischen Republik und Ecuador das Viertel. Durch die New York Mets spielte Corona eine bedeutende Rolle in der Geschichte des amerikanischen Baseballs.

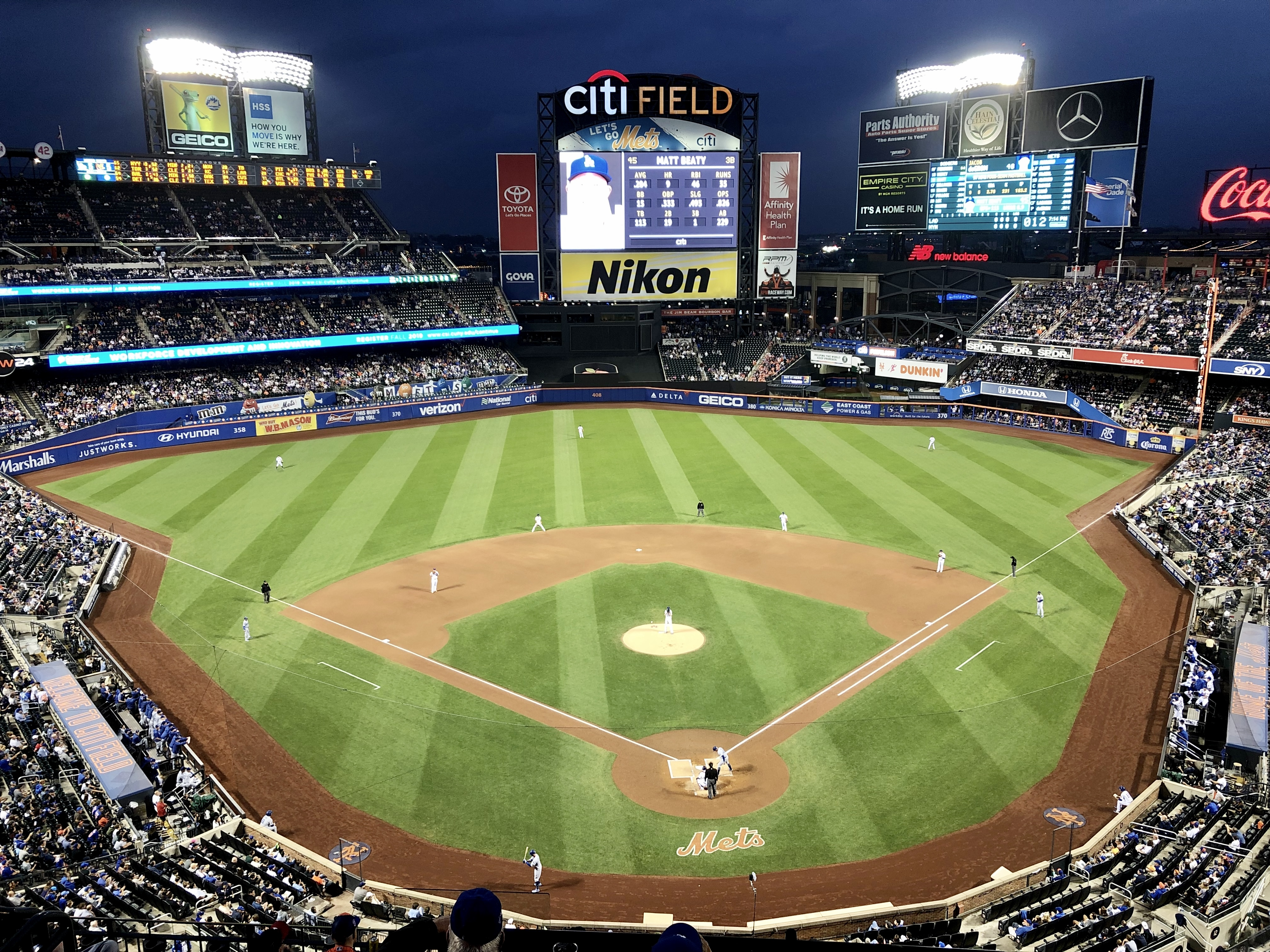
Citi Field

## Demografie
Corona zählt zu den ethnisch vielfältigsten Vierteln New Yorks. Laut US Census 2010 lebten hier 109.695 Menschen, davon rund 74 % hispanischer Herkunft und über 66 % im Ausland geboren. Die Bevölkerung ist vergleichsweise jung, das Durchschnittsalter beträgt 32,2 Jahre. Die Armutsrate liegt bei etwa 13 %, und ein hoher Anteil der Einwohner hat keinen Krankenversicherungsschutz.

## Infrastruktur
Corona ist durch die U-Bahn-Linie 7 und mehrere Buslinien gut an das öffentliche Verkehrsnetz angebunden. Die in Queens als Hochbahn geführte IRT Flushing Line endete von 1917 bis 1928 aus Manhattan kommend in Corona (U-Bahnhof 103rd Street–Corona Plaza, früherer Name Alburtis Avenue) und wurde in der Zeit, vor der Verlängerung nach Flushing, als Woodside and Corona Line bezeichnet.

Wichtige Einrichtungen sind der Flushing Meadows–Corona Park mit Museen, Sportanlagen und der Unisphere, dem Citi-Field-Baseballstadion sowie mehrere Schulen.

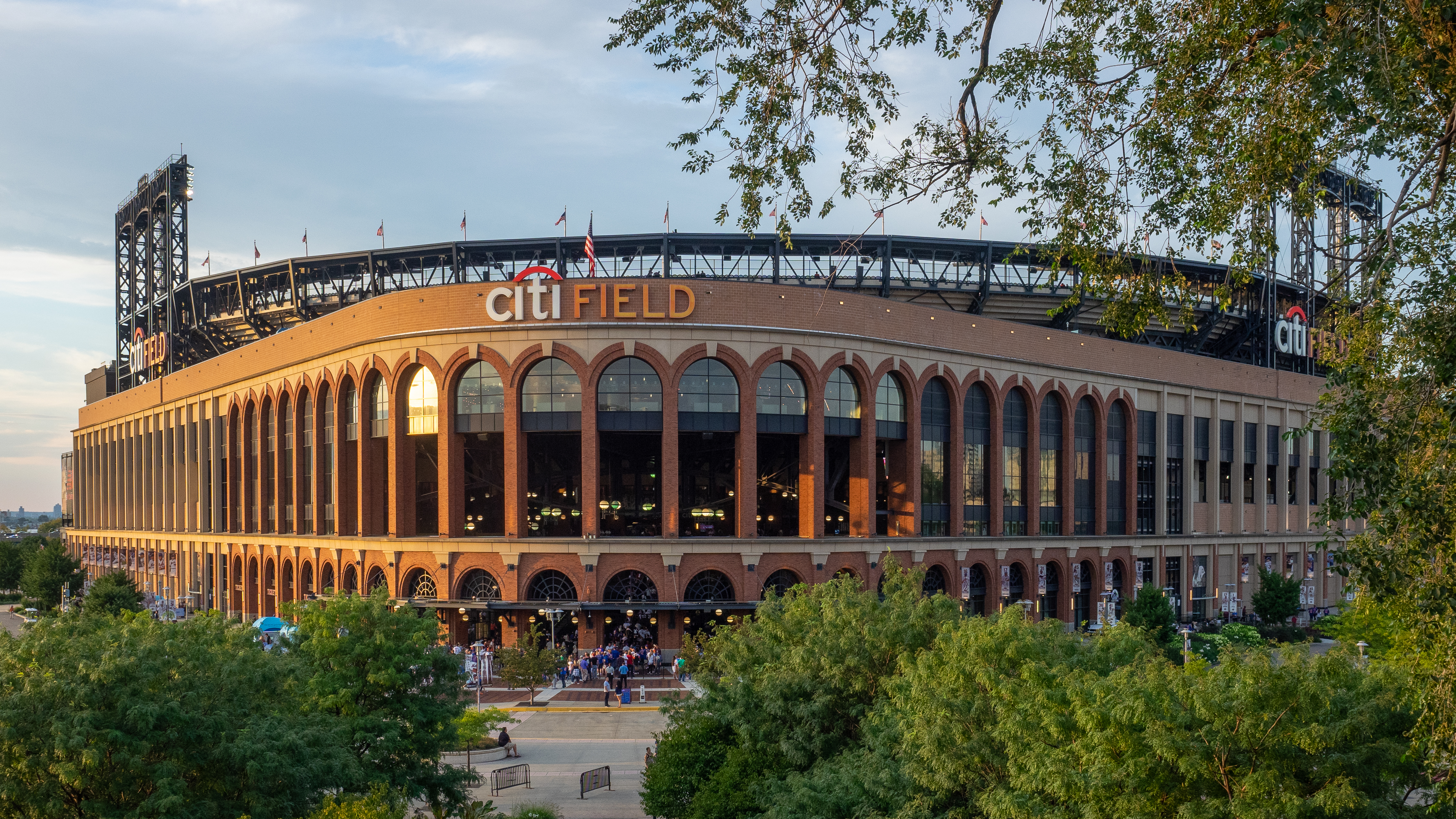
Citi Field

Die Infrastruktur wird durch laufende Stadtentwicklungsprojekte wie das Willets Point-Projekt weiter verbessert, das 2500 bezahlbare Wohnungen, neue Grünflächen und zahlreiche Arbeitsplätze schaffen soll.

## Berühmte Persönlichkeiten
Zu den bekanntesten Persönlichkeiten aus Corona zählt der Jazzmusiker Louis Armstrong, dessen Haus heute als Museum dient. Auch der Jazz-Trompeter Dizzy Gillespie und der Baseballspieler Willie Mays sind mit dem Viertel verbunden.

## Erwähnung in der Popkultur
Der  Flushing Meadows–Corona Park war Austragungsort der Weltausstellungen 1939 und 1964 und ist ein beliebter Drehort für internationale TV-Produktionen. Auch in der Fernsehserie King of Queens wird das Viertel mehrfach erwähnt. „Rosie, the Queen of Corona“ ist eine fiktive Figur im Lied Me and Julio Down by the Schoolyard vom 1972 veröffentlichten Musikalbum des ab 1945 in Flushing aufgewachsenen Singer-Songwriters Paul Simon.

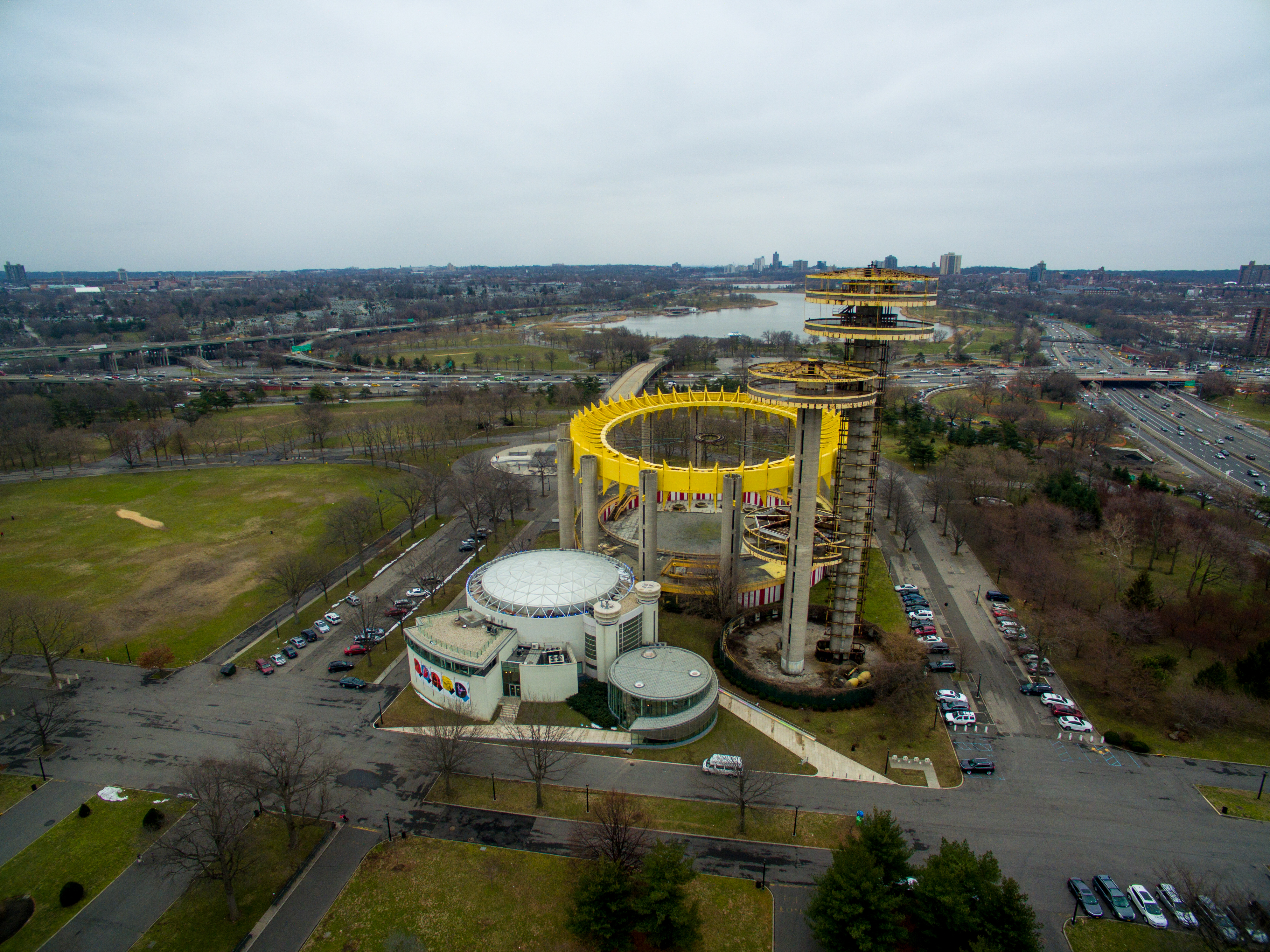
Flushing Meadows Corona Park